# Mosteiro de São João de Tarouca

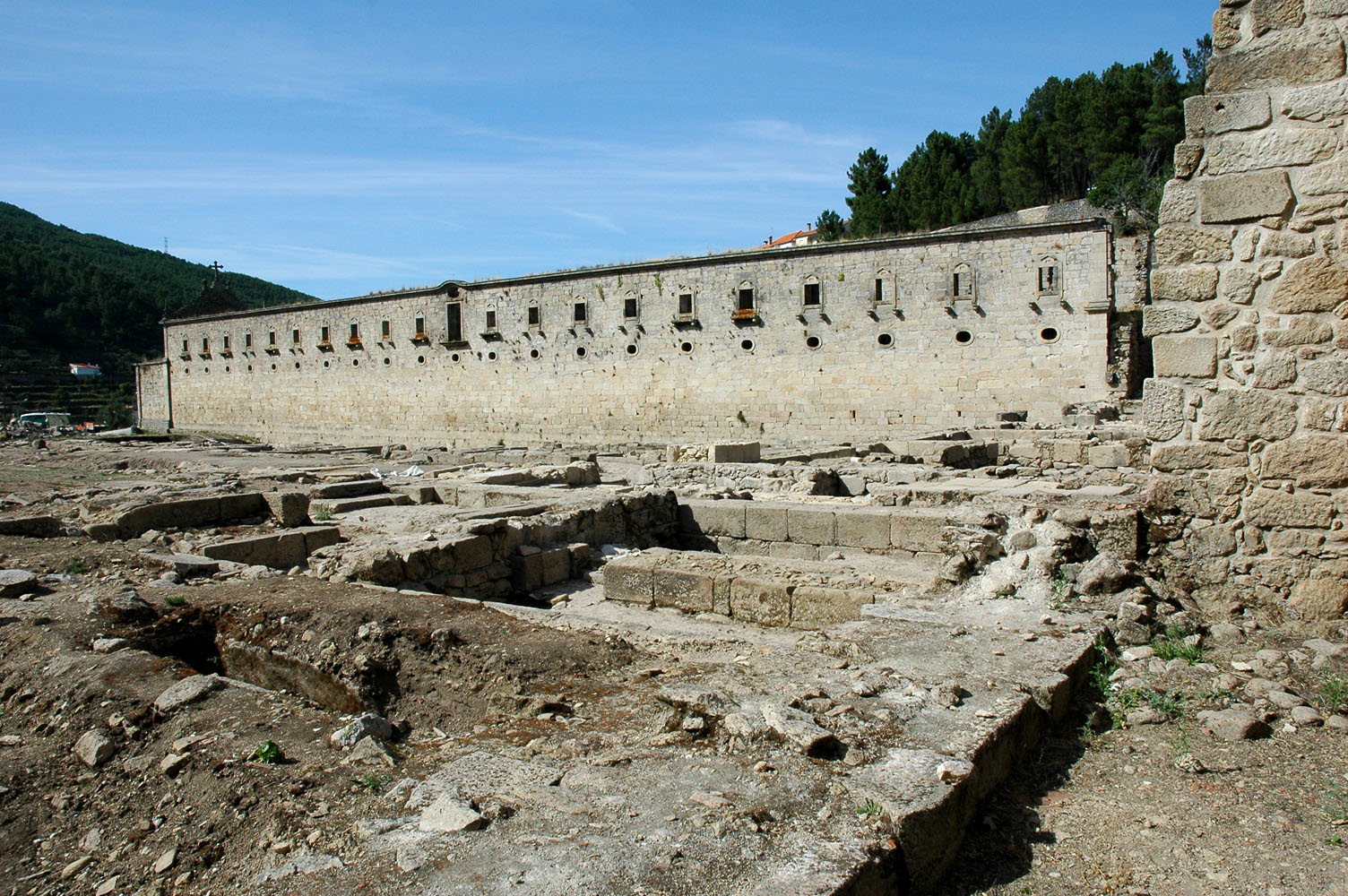
Mosteiro de São João de Tarouca, Tarouca.

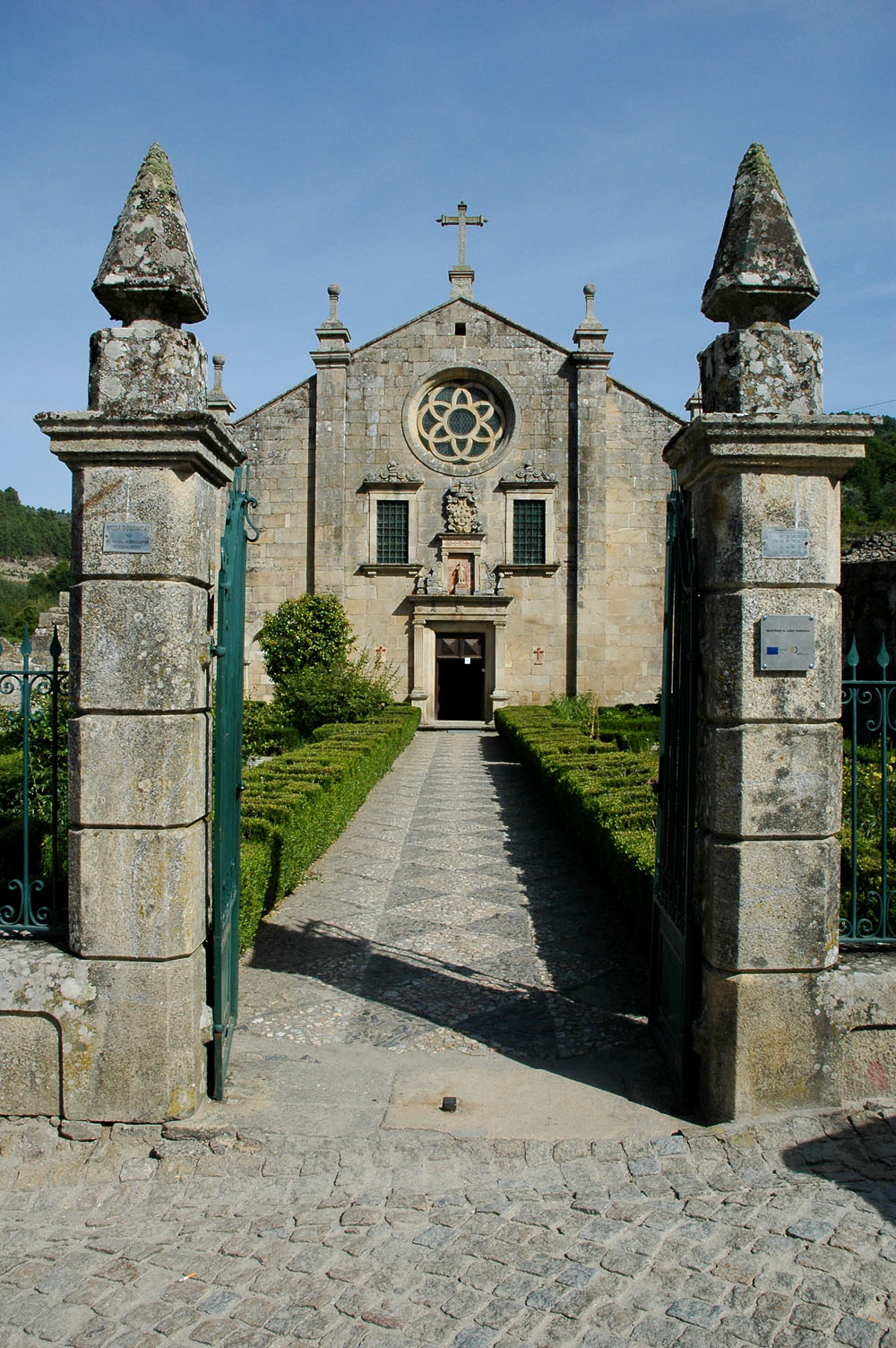
Igreja de São João de Tarouca.

O Real Mosteiro de São João de Tarouca, ou Mosteiro e Igreja de São João de Tarouca, localiza-se na encosta da serra de Leomil, sobranceiro ao vale do rio Varosa, na freguesia de São João de Tarouca, município de Tarouca, no distrito de Viseu, em Portugal.
A Igreja foi classificada como Monumento Nacional, em 1956, tal como o que subsiste do Mosteiro, em 1978.

## História
Constituiu-se no primeiro mosteiro da Ordem de Cister no país, por volta de 1140. Pertencia à filiação do Mosteiro de Claraval, França, fundado por S. Bernardo em 1115.
Em 1152, após a vitória de D. Afonso Henriques sobre os mouros na batalha de Trancoso, foi lançada a primeira pedra da igreja conventual.
Um novo dormitório e a torre sineira foram erguidos no século XVI.
A última fase das obras de ampliação do mosteiro decorreu no início do século XIX.
A maior parte dos edifícios regulares foi demolida após a extinção das Ordens Religiosas decretada em 1834.
Em 1938 procedeu-se à restauração dos retábulos, nomeadamente o de São Pedro, atribuído a Gaspar Vaz. A pintura do Arcanjo São Miguel,atribuída ao mesmo artista, foi restaurada nos anos oitenta do séc XX, com o especial empenho do secretário de estado da cultura Pedro Santana Lopes, e do professor Paulo de Sousa Pinto, licenciado da Universidade do Porto.

## Características
A Igreja do Mosteiro de São João (Baptista) de Tarouca apresenta planta cruciforme, com elementos do românico e do gótico, e portal renascentista. Sofreu progressivas alterações durante o século XVII, nomeadamente no frontispício.
O frontispício tem o pano de fundo dividido por duas pilastras salientes, coroadas por pináculos assentes em capitéis. No pano central abre-se um portal de verga recta, encimado por uma imagem e por um escudo, ladeados por duas janelas. O conjunto proporciona volumes articulados, nos quais se adossa a torre sineira.
Internamente, a igreja é dividida em três naves, sendo a central mais elevada. Os altares são de talha dourada, contendo retábulos de pintura sobre madeira, entre os quais avultam o de São Pedro, o de Nossa Senhora da Glória e o do altar de São Miguel, dos início do século XVI, atribuídos a Gaspar Vaz. Na nave central existe ainda o cadeiral dos monges, em talha dourada, enquanto na sacristia se podem contemplar valiosos azulejos historiados.
O arquitecto de São João de Tarouca aplicou os preceitos da escola românica cisterciense, de origem borgonhesa. A nave central, no entanto, parece única as laterais aproximam-se de capelas comunicantes (devido à rectorização provocada pelo sistema construído) e pelos contrafortes percebem-se as naves laterais no alçado.
Encontra-se também na igreja o mausoléu gótico de Dom Pedro Afonso, Conde de Barcelos (filho de Dom Dinis).